# Echipa națională de fotbal a Cehiei
Echipa națională de fotbal a Cehiei reprezintă Republica Cehă în competițiile internaționale și regionale și este coordonată de Asociația de Fotbal a Cehiei. După ruperea Cehoslovaciei în urma Divorțului de Catifea, în 1993, atunci când  s-a separat în două state: Cehia și Slovacia, ca parte separată a reprezentativei Cehoslovaciei, s-a calificat la CM 2006, la Cupa Confederațiilor 1997, unde a ocupat locul al treilea și s-a calificat la toate Campionatele Europene de Fotbal începând din 1996, ediție la care a fost finalistă. Golgeterul echipei este Jan Koller cu 55 de goluri în 90 de meciuri, iar cel mai selecționat jucător este Petr Čech cu 124 de meciuri.

## Palmares
- Campionatul Mondial de Fotbal

| 1930 până în 1994 | Făcea parte din Cehoslovacia | Făcea parte din Cehoslovacia | Făcea parte din Cehoslovacia | Făcea parte din Cehoslovacia | Făcea parte din Cehoslovacia | Făcea parte din Cehoslovacia | Făcea parte din Cehoslovacia | Făcea parte din Cehoslovacia | Făcea parte din Cehoslovacia | Făcea parte din Cehoslovacia |
| 1998              | Nu s-a calificat             | Nu s-a calificat             | Nu s-a calificat             | Nu s-a calificat             | Nu s-a calificat             | Nu s-a calificat             | Nu s-a calificat             | Nu s-a calificat             | Nu s-a calificat             | Nu s-a calificat             |
| 2002              | Nu s-a calificat             | Nu s-a calificat             | Nu s-a calificat             | Nu s-a calificat             | Nu s-a calificat             | Nu s-a calificat             | Nu s-a calificat             | Nu s-a calificat             | Nu s-a calificat             | Nu s-a calificat             |
| 2006              | Faza Grupelor                | 20                           | 3                            | 1                            | 0                            | 2                            | 3                            | 4                            |                              |                              |
| 2010              | Nu s-a calificat             | Nu s-a calificat             | Nu s-a calificat             | Nu s-a calificat             | Nu s-a calificat             | Nu s-a calificat             | Nu s-a calificat             | Nu s-a calificat             | Nu s-a calificat             | Nu s-a calificat             |
| 2014              | Nu s-a calificat             | Nu s-a calificat             | Nu s-a calificat             | Nu s-a calificat             | Nu s-a calificat             | Nu s-a calificat             | Nu s-a calificat             | Nu s-a calificat             | Nu s-a calificat             | Nu s-a calificat             |
| 2018              | Nu s-a calificat             | Nu s-a calificat             | Nu s-a calificat             | Nu s-a calificat             | Nu s-a calificat             | Nu s-a calificat             | Nu s-a calificat             | Nu s-a calificat             | Nu s-a calificat             | Nu s-a calificat             |
| 2022              | Nu s-a calificat             | Nu s-a calificat             | Nu s-a calificat             | Nu s-a calificat             | Nu s-a calificat             | Nu s-a calificat             | Nu s-a calificat             | Nu s-a calificat             | Nu s-a calificat             | Nu s-a calificat             |
| 2026              | Va urma                      | Va urma                      | Va urma                      | Va urma                      | Va urma                      | Va urma                      | Va urma                      | Va urma                      | Va urma                      | Va urma                      |
| Total             | 1/6                          | 20                           | 3                            | 1                            | 0                            | 2                            | 3                            | 4                            |                              |                              |

- Campionatul European de Fotbal

| 1996 până în 1992 | Făcea parte din Cehoslovacia | Făcea parte din Cehoslovacia | Făcea parte din Cehoslovacia | Făcea parte din Cehoslovacia | Făcea parte din Cehoslovacia | Făcea parte din Cehoslovacia | Făcea parte din Cehoslovacia | Făcea parte din Cehoslovacia | Făcea parte din Cehoslovacia | Făcea parte din Cehoslovacia |
| 1996              | Vicecampioană                | 2                            | 6                            | 2                            | 2                            | 2                            | 7                            | 8                            |                              |                              |
| 2000              | Faza grupelor                | 10                           | 3                            | 1                            | 0                            | 2                            | 3                            | 3                            |                              |                              |
| 2004              | Semifinale                   | 3                            | 5                            | 4                            | 0                            | 1                            | 10                           | 5                            |                              |                              |
| 2008              | Faza grupelor                | 11                           | 3                            | 1                            | 0                            | 2                            | 4                            | 6                            |                              |                              |
| 2012              | Sferturi                     | 6                            | 4                            | 2                            | 0                            | 2                            | 4                            | 6                            |                              |                              |
| 2016              | Faza grupelor                | 21                           | 3                            | 0                            | 1                            | 2                            | 2                            | 5                            |                              |                              |
| 2020              | Sferturi de finală           | 6                            | 5                            | 2                            | 1                            | 2                            | 6                            | 4                            |                              |                              |
| 2024              | Faza grupelor                | 21                           | 3                            | 0                            | 1                            | 2                            | 3                            | 5                            |                              |                              |
| Total             | Vicecampioană                | 8/8                          | 32                           | 12                           | 5                            | 15                           | 39                           | 42                           |                              |                              |

## Jucători

### Jucătorii cu cele mai multe meciuri
| # | Nume              | Perioadă  | Selecții | Goluri |
| - | ----------------- | --------- | -------- | ------ |
| 1 | Petr Čech         | 2002–2016 | 124      | 0      |
| 2 | Karel Poborský    | 1994–2006 | 118      | 8      |
| 3 | Tomáš Rosický     | 2000–2016 | 105      | 23     |
| 4 | Jaroslav Plašil   | 2004–2016 | 103      | 7      |
| 5 | Milan Baroš       | 2001–2012 | 93       | 41     |
| 6 | Jan Koller        | 1999–2009 | 91       | 55     |
| 6 | Pavel Nedvěd      | 1994–2006 | 91       | 18     |
| 8 | Vladimír Šmicer   | 1993–2005 | 80       | 27     |
| 9 | Tomáš Ujfaluši    | 2001–2009 | 78       | 2      |
| 9 | Marek Jankulovski | 2000–2009 | 78       | 11     |

### Golgheteri
| #  | Nume              | Perioadă     | Goluri | Selecții |
| -- | ----------------- | ------------ | ------ | -------- |
| 1  | Jan Koller        | 1999–2009    | 55     | 91       |
| 2  | Milan Baroš       | 2001–2012    | 41     | 93       |
| 3  | Vladimír Šmicer   | 1993–2005    | 27     | 81       |
| 4  | Tomáš Rosický     | 2000–2016    | 23     | 105      |
| 5  | Pavel Kuka        | 1994–2001    | 22     | 63       |
| 6  | Patrik Schick     | 2016–        | 20     | 40       |
| 7  | Patrik Berger     | 1994–2001    | 18     | 44       |
| 7  | Pavel Nedvěd      | 1994–2006    | 18     | 91       |
| 9  | Vratislav Lokvenc | 1995–2006    | 14     | 74       |
| 10 | Tomáš Souček      | 2016–present | 13     | 72       |

### Lotul de jucători
Următorii jucători au fost incluși în lotul echipei pentru a disputa Campionatul European de Fotbal 2024.
| Nr. | Poz. | Jucător                | Data nașterii (vârsta)        | Selecții | Goluri | Club             |
| --- | ---- | ---------------------- | ----------------------------- | -------- | ------ | ---------------- |
| 1   | P    | Jindřich Staněk        | 27 aprilie 1996 (29 de ani)   | 9        | 0      | Slavia Praga     |
| 16  | P    | Matěj Kovář            | 17 mai 2000 (25 de ani)       | 2        | 0      | Bayer Leverkusen |
| 23  | P    | Vítězslav Jaroš        | 23 iulie 2001 (24 de ani)     | 1        | 0      | Sturm Graz       |
|     |      |                        |                               |          |        |                  |
| 2   | F    | David Zima             | 8 noiembrie 2000 (24 de ani)  | 21       | 1      | Slavia Praga     |
| 3   | F    | Tomáš Holeš            | 31 martie 1993 (32 de ani)    | 27       | 2      | Slavia Praga     |
| 4   | F    | Robin Hranáč           | 29 ianuarie 2000 (25 de ani)  | 2        | 0      | Viktoria Plzeň   |
| 5   | F    | Vladimír Coufal        | 22 august 1992 (32 de ani)    | 41       | 1      | West Ham United  |
| 6   | F    | Martin Vitík           | 21 ianuarie 2003 (22 de ani)  | 2        | 0      | Sparta Praga     |
| 12  | F    | David Douděra          | 31 mai 1998 (27 de ani)       | 8        | 1      | Slavia Praga     |
| 15  | F    | David Jurásek          | 7 august 2000 (25 de ani)     | 8        | 1      | TSG Hoffenheim   |
| 18  | F    | Ladislav Krejčí        | 20 aprilie 1999 (26 de ani)   | 9        | 3      | Sparta Praga     |
| 24  | F    | Tomáš Vlček            | 28 februarie 2001 (24 de ani) | 2        | 0      | Slavia Praga     |
|     |      |                        |                               |          |        |                  |
| 7   | M    | Antonín Barák          | 3 decembrie 1994 (30 de ani)  | 40       | 10     | Fiorentina       |
| 14  | M    | Lukáš Provod           | 23 octombrie 1996 (28 de ani) | 18       | 2      | Slavia Praga     |
| 17  | M    | Václav Černý           | 17 octombrie 1997 (27 de ani) | 16       | 6      | VfL Wolfsburg    |
| 20  | M    | Ondřej Lingr           | 7 octombrie 1998 (26 de ani)  | 14       | 1      | Feyenoord        |
| 21  | M    | Lukáš Červ             | 10 aprilie 2001 (24 de ani)   | 1        | 0      | Viktoria Plzeň   |
| 22  | M    | Tomáš Souček (căpitan) | 27 februarie 1995 (30 de ani) | 68       | 12     | West Ham United  |
| 25  | M    | Pavel Šulc             | 29 decembrie 2000 (24 de ani) | 2        | 0      | Viktoria Plzeň   |
| 26  | M    | Matěj Jurásek          | 30 august 2003 (21 de ani)    | 2        | 1      | Slavia Praga     |
|     |      |                        |                               |          |        |                  |
| 9   | A    | Adam Hložek            | 25 iulie 2002 (23 de ani)     | 31       | 2      | Bayer Leverkusen |
| 10  | A    | Patrik Schick          | 24 ianuarie 1996 (29 de ani)  | 37       | 18     | Bayer Leverkusen |
| 11  | A    | Jan Kuchta             | 8 ianuarie 1997 (28 de ani)   | 20       | 3      | Sparta Praga     |
| 13  | A    | Mojmír Chytil          | 29 aprilie 1999 (26 de ani)   | 13       | 6      | Slavia Praga     |
| 19  | A    | Tomáš Chorý            | 26 ianuarie 1995 (30 de ani)  | 4        | 2      | Viktoria Plzeň   |

## Antrenori
- Václav Ježek (1993)
- Dušan Uhrin (1994–1997)
- Jozef Chovanec (1998–2001)
- Karel Brückner (2001–2008)
- Petr Rada (2008–2009)
- František Straka (2009)
- Ivan Hašek (2009)
- Michal Bílek (2009–2013)
- Josef Pešice (2013)
- Pavel Vrba (2014–2016)
- Karel Jarolím (2016–2018)
- Jaroslav Šilhavý (2018–2023)
- Ivan Hašek (2024–prezent)